# Afi Mountain Wildlife Sanctuary
Das Afi Mountain Wildlife Sanctuary ist ein Naturschutzgebiet im Nordosten des nigerianischen Bundesstaates Cross River. Es belegt ein Gebiet von 117 km² in dem Verwaltungsgebiet der Großraumgemeinde Boje Boke, in den bis zu 1.281 Meter hohen Afi Mountains.
Das Afi Mountain Wildlife Sanctuary wurde im Jahr 2000 gegründet und bildet zusammen mit dem Mbe Mountains Community Wildlife Sanctuary, der Afi Mountains Forest Reserve, dem Okwangwo-Sektor des Cross-River-Nationalparks und dem Takamanda-Nationalpark in Kamerun einen Biosphärenkorridor. Dieser wird seit 2011 von der Cross River State Forestry Commission (CRSFC) in Zusammenarbeit mit Wildlife Conservation Society Nigeria administrativ betreut. Der Zweck der Zusammenarbeit soll vor allem dem Schutz der in Nigeria lebenden Primaten dienen und bezieht auch die lokal ansässige Bevölkerung mit ein. Unterstützt wird das Projekt von internationalen Organisationen, unter anderem von Birdlife International und dem deutschen Verein Rettet den Drill e. V.
Die Topographie des Naturschutzgebietes gilt als ausgesprochen gebirgig, mit steilen Felswänden, tief eingeschnittenen Schluchten und langgezogenen Höhenzügen. An den westlichen Gebirgsflanken schließt sich eine ausgedehnte Flachlandregion an, in der in den Wintermonaten bis zu 20 Millionen Zugvögel aus der nördlichen Hemisphäre, insbesondere Schwalben aus Europa, ihr Überwinterungsquartier beziehen. Die jährliche Niederschlagsmenge beträgt zwischen 2.000 und 2.500 mm, je nach Intensität des westafrikanischen Monsuns. Eine ausgesprochene Trockenzeit herrscht von November bis Februar. 

## Fauna und Flora
Die Flora der Afi Mountains wird bestimmt durch einen Flachlandregenwald, in dem die Baumarten Berlinia confusa, Coula edulis, Hannoa klaineana, Klainedoxa gabonensis, Khaya ivorensis und Lophira alata vorkommen. In der Trockenzeit brechen Buschbrände aus, die Lichtungen schaffen, in denen eine große Bandbreite an Kräutern und Gräsern wachsen, die ihrerseits eine wichtige Nahrungsgrundlage für den Cross-River-Gorilla (Gorilla gorilla diehli) bilden. Die dort lebende 25 bis 40 Tiere umfassende Gruppe markiert die westlichste Verbreitungsgrenze des Cross-River-Gorillas. Andere in diesem Gebiet lebenden große Primaten sind der Drill (Mandrillus leucophaeus), die Unterart Nigerianisch-Kamerunscher Schimpanse (Pan troglodytes ellioti) des Gemeinen Schimpansen und die Rotnasenmeerkatze (Cercopithecus erythrotis).

## Naturschutz
Durch illegale Farmen für Bananen- und Kakao-Anbau im Schutzgebiet werden Fauna und Flora zusätzlich bedroht. Im Jahr 2013 wird von etwa 600 illegalen Farmen berichtet, die mit Netzen und Fallen die Tierpopulationen dezimieren, auch in den angrenzenden Gebieten des noch fehlenden Biotopverbundes. Mit Cybertracking und Umweltpädagogik in den Schulen versuchen die 17 Ranger, die bedrohten Tierarten zu schützen.